# Alain Desreumaux
Alain Desreumaux,, né le 13 juillet 1944 à Stains, est un historien des religions français. Il a été directeur de recherche au CNRS dans le cadre de l'UMR 8167 Orient & Méditerranée.
Ses recherches portent sur les communautés syriaques et araméennes christo-palestiniennes. Il publie également divers travaux intéressant la codicologie et l'épigraphie.
Il dirige chez Brepols la collection Apocryphes. Il est président et cofondateur de la Société d'études syriaques.